# Lamprologus congoensis
Lamprologus congoensis är en fiskart som beskrevs av Schilthuis, 1891. Lamprologus congoensis ingår i släktet Lamprologus och familjen Cichlidae. IUCN kategoriserar arten globalt som livskraftig. Inga underarter finns listade i Catalogue of Life.